# Західна Майгашля
Західна Майгашля́ (рос. Западная Майгашля, башк. Көнбайыш Мәйгәшле) — присілок (колишнє селище) у складі Бєлорєцького району Башкортостану, Росія. Входить до складу Туканської сільської ради.
Населення — 1 особа (2010; 17 в 2002).
Національний склад:
- росіяни — 71%
- башкири — 29%